# Alimodian
Alimodian ist eine philippinische Stadtgemeinde in der Provinz Iloilo. Sie hat 38.408 Einwohner (Zensus 1. August 2015).

## Baranggays
Alimodian ist politisch in 51 Baranggays unterteilt.
- Abang-abang
- Agsing
- Atabay
- Ba-ong
- Baguingin-Lanot
- Bagsakan
- Bagumbayan-Ilajas
- Balabago
- Ban-ag
- Bancal
- Binalud
- Bugang
- Buhay
- Bulod
- Cabacanan Proper
- Cabacanan Rizal
- Cagay
- Coline
- Coline-Dalag
- Cunsad
- Cuyad
- Dalid
- Dao
- Gines
- Ginomoy
- Ingwan
- Laylayan
- Lico
- Luan-luan
- Malamhay
- Malamboy-Bondolan
- Mambawi
- Manasa
- Manduyog
- Pajo
- Pianda-an Norte
- Pianda-an Sur
- Punong
- Quinaspan
- Sinamay
- Sulong
- Taban-Manguining
- Tabug
- Tarug
- Tugaslon
- Ubodan
- Ugbo
- Ulay-Bugang
- Ulay-Hinablan
- Umingan
- Poblacion

## Söhne und Töchter der Stadtgemeinde
- Ireneo A. Amantillo CSsR (1934–2018), Ordensgeistlicher und römisch-katholischer Bischof von Tandag